# 敦賀郵便局
敦賀郵便局（つるがゆうびんきょく）は、福井県敦賀市元町にある郵便局。民営化前の分類では集配普通郵便局であった。局番号は33085。

## 概要
住所：〒914-8799 福井県敦賀市元町11-5

### 出張所（局外ATM）
民営化後はすべてゆうちょ銀行金沢支店の管轄となっている。
- アル・プラザ敦賀内出張所
- アピタ敦賀店内出張所

## 沿革
- 1872年8月4日（明治5年7月1日） - 敦賀郵便取扱所として開設[1]。
- 1873年（明治6年） - 敦賀郵便役所となる。
- 1875年（明治8年）1月1日 - 敦賀郵便局（二等）となる。翌日より為替取扱を開始。
- 1878年（明治11年） - 貯金取扱を開始。
- 1902年（明治35年）1月15日 - 敦賀電信局に編入される形で、敦賀郵便電信局となる。
- 1903年（明治36年）4月1日 - 通信官署官制の施行に伴い敦賀郵便局となる。
- 1954年（昭和29年）2月1日 - 電話通話事務の取扱を開始[2]。
- 1956年（昭和31年）10月1日 - 和文電報受付事務の取扱を開始。
- 1962年（昭和37年）11月 - 局舎新築落成。
- 1979年（昭和54年）11月 - 局舎新築。
- 1991年（平成3年）10月1日 - 外国通貨の両替および旅行小切手の売買に関する業務取扱を開始。
- 2001年（平成13年）9月10日 - 疋田郵便局（〒914-0399→〒914-0302）から「914-03xx」区域の集配業務を移管。
- 2006年（平成18年）10月2日 - 杉津郵便局（〒914-0299→〒914-0263）から「914-02xx」区域の集配業務を移管[3]。
- 2007年（平成19年）10月1日 - 民営化に伴い、併設された郵便事業敦賀支店に一部業務を移管。
- 2012年（平成24年）10月1日 - 日本郵便株式会社発足に伴い、郵便事業敦賀支店を敦賀郵便局に統合。
- 2015年（平成27年）3月16日 - 粟野郵便局（〒914-0199→〒914-0141）から「914-01xx」区域の集配業務を移管。

## 取扱内容
- 郵便、印紙、ゆうパック、内容証明
- 貯金、為替、振替、振込、国際送金、外貨両替・トラベラーズチェック、国債、投資信託
- 生命保険、バイク自賠責保険、自動車保険、変額年金保険、がん保険、引受条件緩和型医療保険
- ゆうちょ銀行ATM
- 敦賀市のうち白木（〒919-1279（美浜郵便局の担当））を除く全域（〒914-00xx,914-01xx,914-02xx,914-03xx,914-08xx,914-8xxx）の集配業務
- ゆうゆう窓口

## 周辺
- 氣比神宮
- 敦賀港
- 敦賀市民文化センター

## アクセス
- 北陸本線・北陸新幹線・小浜線・ハピラインふくい線 敦賀駅から徒歩約18分
- 福井鉄道バス 気比神宮前停留所すぐ
- 北陸自動車道 敦賀ICから北西へ約2km（車で約5分）
- 駐車場あり：15台